# اولیور لاشه
اولیور لاشه (گالیسی: Oliver Laxe؛ زادهٔ ۱۱ آوریل ۱۹۸۲) کارگردان فیلم، فیلم‌نامه‌نویس، هنرپیشه اهل اسپانیا است. وی از سال ۲۰۰۶ میلادی تاکنون مشغول فعالیت بوده‌است.
او از خانواده‌ای گالیسیایی در پاریس متولد شد و دانش‌آموختهٔ رشتهٔ فیلم‌سازی در دانشگاه پومپئو فابرا در بارسلون است.
فیلم «میموسا» ی وی که در کوه‌های اطلس ساخته شده‌است در جشنواره کن ۲۰۱۶ به نمایش درآمد و برندهٔ جایزه بزرگ نسپرسو شد.